# Rosny Smarth

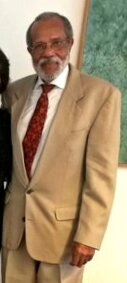
Rosny Smarth, 2016

Rosny Smarth (* 19. Oktober 1940 in Cavaillon; † 15. Januar 2025) war ein haitianischer Politiker und vom Februar 1996 bis Juli 1997 Premierminister seines Landes.

## Leben
Smarth wurde am 19. Oktober 1940 in dem Ort Cavaillon, unweit der Stadt Les Cayes im Département Sud, geboren.
Er studierte Wirtschaftswissenschaft in Port-au-Prince und Agrarwissenschaft an der Universität von Santiago de Chile.
Im Alter von 27 Jahren wurde er 1967 Direktor des chilenischen Instituts für landwirtschaftliche Entwicklung. Ab 1973 war er Mitglied des Komitees, das unter dem chilenischen Präsidenten Salvador Allende an einer Agrarreform arbeitete. Im Jahr 1975 wurde er als Professor für Agrarwissenschaft an die Universidad Autónoma Chapingo in Texcoco, Mexiko berufen. Im Jahr 1977 wurde er zudem Experte in dem Büro der Vereinten Nationen in Mexiko.
Zurück in Haiti war er von 1991 bis 1994 als Berater des Landwirtschaftsministers tätig.
Smarth war Gründungsmitglied der Partei Organisation du peuple en lutte (OPL), die der politischen Plattform von Jean-Bertrand Aristide, der Fanmi Lavalas, nahe stand. Die OPL hatte von 1995 bis 1997 eine Mehrheit im haitianischen Parlament. Smarth wurde am 27. Februar 1996 als Nachfolger von Claudette Werleigh zum Premierminister von Haiti ernannt. 
Er trat am 9. Juni 1997 aufgrund von Meinungsverschiedenheiten mit Präsident René Préval und der politischen Sackgasse, in der sich Haiti befand, zurück. Angesichts schwerer wirtschaftlicher Probleme des Landes hatte die internationale Gemeinschaft weitere Hilfen der Weltbank und des internationalen Währungsfonds von strenger Haushaltsdisziplin abhängig gemacht. Die einflussreichen Anhänger von Aristide, zu denen auch Préval gehörte, lehnten eine solche, von Smarth akzeptierte Austeritätspolitik ab, wodurch er seine parlamentarische Mehrheit verlor.
Da noch kein Nachfolger bestimmt war und Smarth es ablehnte, die Amtsgeschäfte übergangsweise weiter zu führen, kam es zu einer knapp zweijährigen Vakanz in der Regierungsführung. Erst am 16. März 1999 kam Jacques-Édouard Alexis in das Amt des Premierministers. 